# 獵戶腰帶

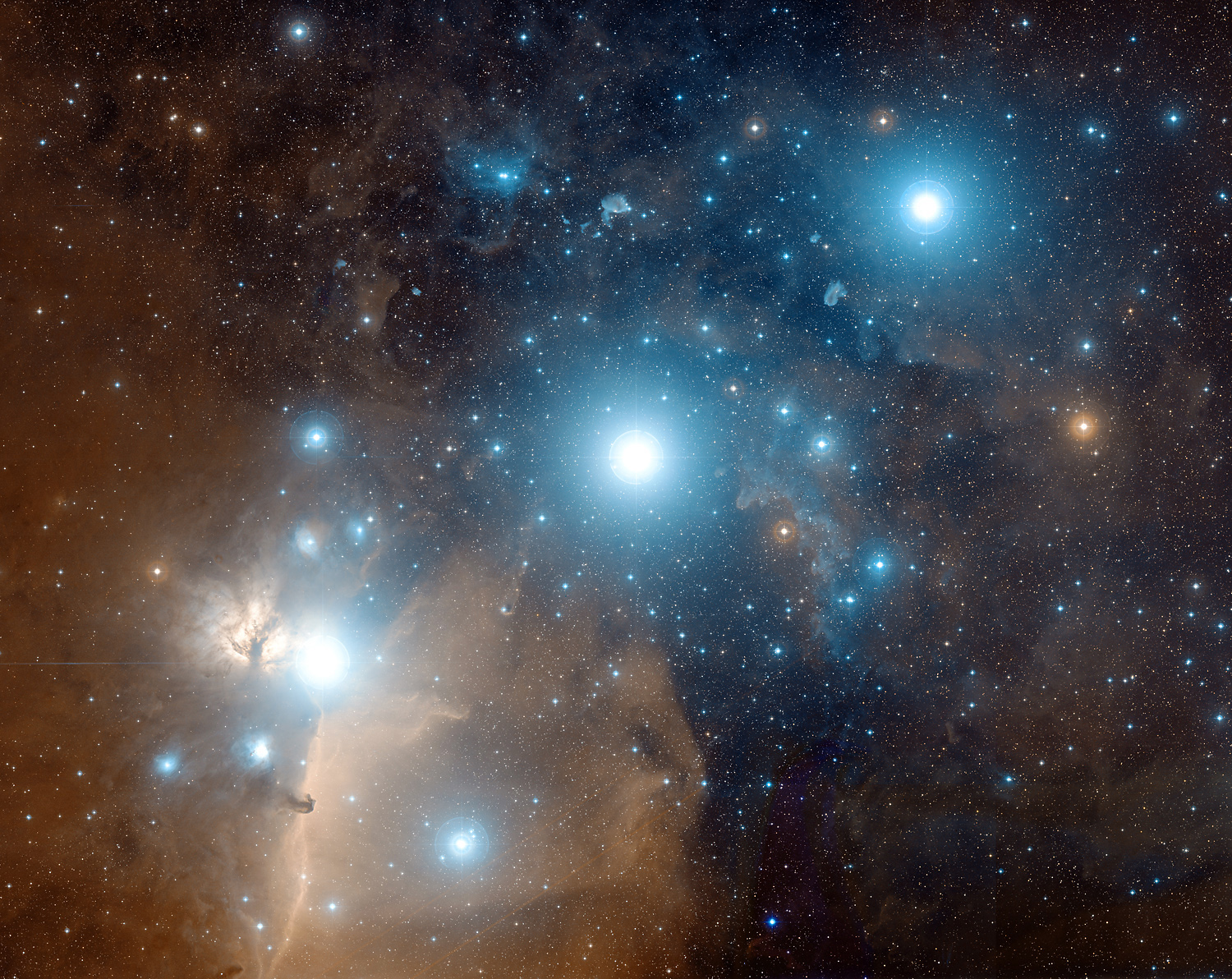
獵戶腰帶的特寫鏡頭影像。

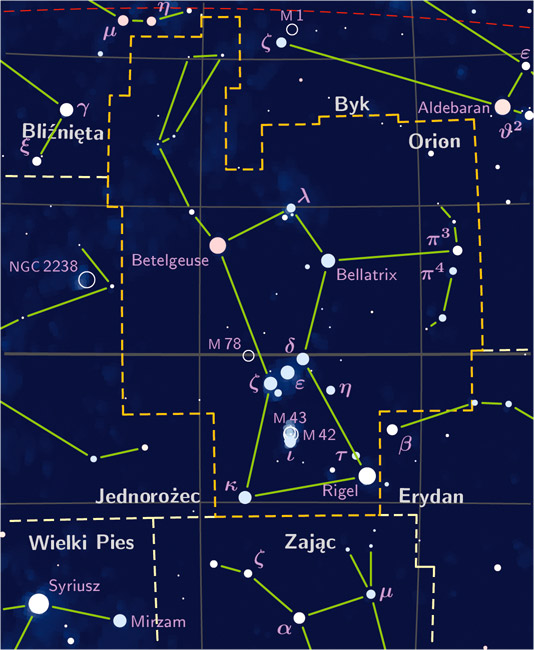
獵戶座星圖。

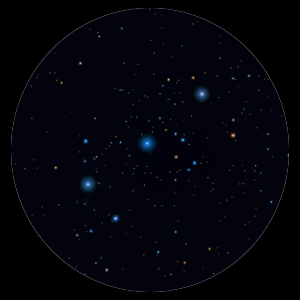
獵戶腰帶。

獵戶腰帶是在獵戶座內的一個星群，它包含獵戶ζ（Alnitak）、獵戶ε（Alnilam）、和獵戶δ（Mintaka）三顆亮星。尋找獵戶座的腰帶是在夜空中定出獵戶座位置最簡單的方法。在每年一月中旬的晚間9點鐘左右，獵戶座通過子午線之際，是最容易找到獵戶座腰帶的時間。

同樣的這三顆星在拉丁美洲被稱為三位瑪麗雅，它們也被作為北半球冬夜的標誌，這時的太陽位在一年中最低（最南方）的位置。
理查德·欣克利·阿倫列出了許多獵戶腰帶的口語名稱：在英語中包括雅各杵或權杖（Jacob's Rod or Staff）、彼得的桿子（Peter's Staff）、金手臂（the Golden Yard-arm）、the L、或Ell、Ell和Yard、the Yard-stick、和the Yard-wand、the Ellwand、Our Lady's Wand、the Magi、the Three Kings、the Three Marys、或最簡單的舊稱為三顆星（the Three Stars）。

Job 38:31 (King James Version) asks "Canst thou bind the sweet influences of Pleiades, or loose the bands of Orion?"